# Rudolf-Harbig-Stadion
Rudolf-Harbig-Stadion – stadion piłkarski w Dreźnie, w Niemczech. Może pomieścić 32 066 widzów, z czego 11 055 to miejsca stojące. Swoje mecze rozgrywa na nim drużyna Dynama Drezno. Obiekt został otwarty 16 maja 1923 roku. Kosztował wówczas 500 tys. marek. W latach 1951 i 1990 przechodził renowacje, a w latach 2007–2009 stare konstrukcje wyburzono i w ich miejsce zbudowano nowy obiekt za 46 mln euro. W 2010 roku prawa do nazwy stadionu wykupił sponsor i jego dotychczasową nazwę Rudolf-Harbig-Stadion (na cześć Rudolfa Harbiga) zmieniono, zastępując ją nową (Glücksgas-Stadion). Obiekt był jednym z gospodarzy kobiecych Mistrzostwa Świata U-20 2010. Rozegrano na nim sześć spotkań fazy grupowej i jeden ćwierćfinał. Stadion był również jedną z aren kobiecych Mistrzostw Świata 2011. Zostały na nim rozegrane trzy mecze grupowe oraz jeden ćwierćfinał.